# Silent Scream
「Silent Scream」（サイレント・スクリーム）は、日本の音楽ユニット・GIRL NEXT DOORの11作目のシングル。

## 概要
- 前作「運命のしずく〜Destiny's star〜/星空計画」から約4か月ぶりにして、アルバム『Destination』からの先行シングル。
- 「Freedom」以来3作ぶりに単独A面シングルとして発売された。
- 今作は当初「Twitter ～silent scream～」と冠したタイトルで先述のアルバムと同年3月16日に同時発売される予定だったが[1]、Twitterとの混合を避けるために改名され3月30日に発売日が延期された[注 1][2][3][4]。その後東日本大震災の影響を受けて再び発売延期[5]、最終的に4月13日に発売された経緯がある[6]。
- 表題曲は日本テレビ系列『ゲーマーズTV 夜遊び三姉妹 〜今夜も上上下下左右左右BA〜』のエンディングテーマ及び同系列『ハッピーMusic』のオープニングテーマに使用された。表題曲に複数のタイアップが付くのは「Orion」以来4作ぶりとなった。
- ジャケットが異なるCD+DVD規格とCD規格の2形態で発売され、CD+DVD規格のDVDには表題曲のショートフィルム仕様ミュージック・ビデオとオフショット映像が収録された。また、一般流通とは別にセブン-イレブン限定販売のフォトストーリーBOOK形態でも発売された[7][8]。
- 今作のミュージック・ビデオは映画祭『ショートショートフィルムフェスティバル』ミュージックショート部門にて優秀賞を受賞した[9]。
- オリコンチャート初登場15位を獲得。11作連続でトップ20入りを果たした。

## 収録曲
| #  | タイトル                         | 作詞             | 作曲     | 編曲                      | リミックス                     | 時間 |
| -- | -------------------------------- | ---------------- | -------- | ------------------------- | ------------------------------ | ---- |
| 1. | 「Silent Scream」                | 千紗 & Kenn Kato | 鈴木大輔 | GIRL NEXT DOOR & 水上裕規 |                                | 4:02 |
| 2. | 「fallin' angel」                | 千紗 & Kenn Kato | 鈴木大輔 | GIRL NEXT DOOR & 水上裕規 |                                | 4:27 |
| 3. | 「Orion (Gold Remix)」           | 千紗 & Kenn Kato | 鈴木大輔 |                           | デイブ・ロジャース、フテューラ | 5:24 |
| 4. | 「Silent Scream (Instrumental)」 |                  | 鈴木大輔 | GIRL NEXT DOOR & 水上裕規 |                                | 4:02 |
| 5. | 「Destination Digest」           |                  |          |                           |                                | 4:55 |

### 解説
1. Silent Scream
前年の初夏に心の葛藤をコンセプトに制作されて温められていた楽曲[10][11]。
ミュージック・ビデオは小泉徳宏が映画監督を、ロボットが制作を、水嶋ヒロが原作と脚本を担当し[注 2]、千紗が主演を務める約15分のショートフィルム仕様で制作された[1][10][11][12]。
2. fallin' angel
3. Orion (Gold Remix)
7thシングルの表題曲のリミックスバージョン。
4. Silent Scream (Instrumental)
表題曲のインストゥルメンタルバージョン。
5. Destination Digest

## 参加ミュージシャン
GIRL NEXT DOOR
- 千紗：Vocal
- 鈴木大輔：Keyboards
- 井上裕治：Guitar

## タイアップ
- 日本テレビ系列バラエティ番組『ゲーマーズTV 夜遊び三姉妹 〜今夜も上上下下左右左右BA〜』エンディングテーマ (#1)
- 日本テレビ系列音楽バラエティ番組『ハッピーMusic』オープニングテーマ (#1)

## 収録アルバム
- Destination (#1,3)
- SINGLE COLLECTION (#1)
- girl next door THE LAST (#1〜3)